# Гідроксид амонію
Гідрокси́д амо́нію, амоній гідроксид, амонійна основа (рос. гидроксид аммония, англ. ammonium hydroxide) NH4OH  — спрощене позначення гідрату аміаку NH3·H2O, який утворюється при розчиненні аміаку у воді.
При розчиненні утворюється рівноважна система, в якій співіснують молекули аміаку, іони амонію та гідроксид-іони, однак виділити з неї гідроксид амонію як окрему речовину не є можливим. Проявляє осно́вні властивості.

## Отримання
Гідроксид амонію одержують змішуванням води та аміаку:
{\displaystyle {\ce {H_2O + NH_3 -> NH_4OH}}}
Також одержують під час реакцій обміну між сильними лугами та солями амонію:
{\displaystyle {\ce {Ca(OH)_2 + 2NH_4Cl -> CaCl_2 + 2NH_4OH}}}
{\displaystyle {\ce {(NH_4)_2CO_3 + NaOH -> NH_4OH + Na_2CO_3}}}
Також гідроксид амонію отримують шляхом термічного розкладу його солей. Але основним недоліком цього способу є те, що амоній гідроксид теж розкладається під час нагрівання:
{\displaystyle {\ce {(NH_4)_2CO_3 ->[{t}] 2NH_3 + H_2O + CO_2}}}

## Фізичні властивості
Добре розчиняється в воді, але при цьому не може існувати за межами розчину. Тому описані властивості характеризують не чистий гідроксид амонію, а його розчин. Температура кипіння 24,7°С, плавлення -91,5°С. Приблизна густина 880 кг/м³.

## Хімічні властивості
При нагріванні розкладається на воду та аміак:
{\displaystyle {\ce {NH_4OH ->[{t}] NH_3 + H_2O}}}
При взаємодії з кислотами утворює відповідні солі амонію:
{\displaystyle {\ce {2NH_4OH + H_2SO_4 -> (NH_4)_2SO_4 + 2H_2O}}}
{\displaystyle {\ce {3NH_4OH + H_3PO_4 -> (NH_4)_3PO_4 + 3H_2O}}}
{\displaystyle {\ce {NH_4OH + HCl -> NH_4Cl + H_2O}}}
Взаємодіє з іншими солями, з утворенням солей амонію та гідроксиду солетвірного елементу:
{\displaystyle {\ce {Pb(NO_3)_2 + 2NH_4OH -> 2NH_4NO_3 + Pb(OH)_2}}}
Також солі амонію можуть утворюватися при взаємодії амоній гідроксиду та кислотних оксидів:
{\displaystyle {\ce {2NH_4OH + SO_3 -> (NH_4)_2SO_4 + H_2O}}}

## Застосування
Розчин гідроксид амонію використовують у медицині, як дезинфікуючий засіб з побутовою назвою нашатирний спирт. Також він використовується в харчовій промисловості (харчова добавка E527).
Аміачну воду використовують в сільському господарстві. Це азотне добриво, розчин синтетичного або коксохімічного аміаку у воді. Такі добрива мають вигляд прозорої рідини, інколи жовтуватого відтінку. Водний аміак, так як й інші рідкі азотні добрива, застосовують як основне добриво під усі сільськогосподарські культури, а також для підживлення просапних культур під час міжрядного обробітку ґрунту. Рекомендовано вносити аміачну воду грунтообробною технікою (культиваторами, плугами, тощо), які забезпечують негайне загортання добрива на глибину не менше ніж 10-12 см на важких ґрунтах і 14—18 см на ґрунтах легкого складу. Така глибина оберігає аміак від випаровування. Деякі втрати можливі на сильнокарбонатних ґрунтах із лужною реакцією.